# Araceli
Araceli (Bayan ng Araceli) är en kommun i Filippinerna. Kommunen tillhör provinsen Palawan och ligger på ön med samma namn. Folkmängden uppgår till 10 894 invånare.
Araceli är indelat i 13 barangayer.